# Praznina Volar
Praznina Volar ili Velika praznina  jest praznina u svemiru. 
Ogromna je i približno okrugla oblika prostor svemira. U njemu se nalazi vrlo malo galaktika. Smješten je u blizini zviježđa Volara po kojem se i zove. Središte je približno rektascenzije 14h 50m i deklinacije 46° 0' 0".

## Opis
Promjera je približno 250 milijuna svjetlosnih godina. Približno 0,27 postotaka promjera promotrivog svemira i obujma od približno 236.000 Mpc3, što ga čini jednom od najvećih praznina u svemiru zbog čega je nazivaju superprazninom. O otkriću su izvijestili u Robert Kirshner i drugi (1981.), kao dio pregleda galaktičkih crvenih pomaka. Središte praznine Volara približno je 700 milijuna svjetlosnih godina od Zemlje. U međuvremenu je pronađeno još superpraznina kao Eridan (Reliktna hladna mrlja), Lovački psi (također zvana Velika praznina), Sjeverna mjesna superpraznina, Južna mjesna superpraznina.

## Referentni članci
- Kirshner, R. P.; Oemler, A. J.; Schechter, P. L.; Shectman, S. A. 1981. A million cubic megaparsec void in Bootes. The Astrophysical Journal. 248: L57-60. Bibcode:1981ApJ...248L..57K. doi:10.1086/183623 CS1 održavanje: nepreporučeni parametar - author3link (pomoć)
- Kirshner, R. P.; Oemler, A. J.; Schechter, P. L.; Shectman, S. A. 1987. A survey of the Bootes void. The Astrophysical Journal. 314: 493. Bibcode:1987ApJ...314..493K. doi:10.1086/165080